# ياريسلي سيلفا
ياريسلي سيلفا رودريغيز (ولد في 1 يونيو 1987) لاعبة قفز بالزانة كوبية. فازت بالميدالية الفضية في أولمبياد صيف 2012 - أول رياضية من أمريكا اللاتينية تفوز بالميدالية الأولمبية في هذا الحدث.

## روابط خارجية
- ياريسلي سيلفا على موقع الاتحاد الدولي لألعاب القوى (الإنجليزية)
- ياريسلي سيلفا على موقع الدوري الماسي (الإنجليزية)
- ياريسلي سيلفا على موقع اللجنة الأولمبية الدولية (الإنجليزية)
- ياريسلي سيلفا على موقع أوليمبيديا (الإنجليزية)